# Tugdual di Tréguier
Tugdual, o Tutwal o Tual (Galles, ... – Tréguier, 553, 559 o 564), è stato un abate e vescovo francese.
Fu un religioso vissuto a cavallo fra il V ed il VI secolo, originario del Galles, venuto insieme a settantadue religiosi ad evangelizzare l'Armorica sbarcando a Trébabu, nel Léon, secondo quanto afferma la sua agiografia. È anche noto come san Pabu e san Tudy,
 che ne sarebbe una forma ipocoristica.
La sua memoria liturgica cade il 30 novembre.

## Agiografia e tradizioni

### Riassunto
Fu il primo vescovo di Tréguier ed è considerato uno dei sette santi fondatori della Bretagna. La città di Tréguier è una delle tappe del pellegrinaggio medioevale dei sette santi della Bretagna continentale, detto Tro Breizh (Giro della Bretagna). 
Se la sua esistenza è attestata, come il suo episcopato, le narrazioni della sua vita contengono incertezze e difformità.
La sua vita è nota per le molteplici tradizioni compilate fra il IX e l'XI secolo. Egli sarebbe quindi il nipote di Riwal, primo principe della Dumnonia, ed avrebbe soggiornato in gioventù in Irlanda. Sarebbe giunto in Bretagna sbarcando nei pressi di Le Conquet. Fondò il monastero di Trébahu, poi quello di Tréguier prima del 550. La sua famiglia era stata scartata dal potere, alcuni membri assassinati da Conomor il Maledetto, che aveva allora l'appoggio di Childeberto. Egli si rifugiò ad Angers presso Albino di Angers, ove prese contatto con Childeberto, che rinunciò a sostenere Conomor, il che gli permise di riprendere la sua autorità sull'abbazia di Tréguier e sulle parrocchie circostanti e divenne vescovo della città. Secondo alcuni scritti, egli si sarebbe recato a Roma, ove sarebbe stato papa per due anni prima di rientrare in Bretagna.
In occasione delle incursioni vichinghe, il suo corpo sarebbe stato trasportato a Laval e a Château-Landon, ma la sua testa si troverebbe a Chartres.

### Controversia
Dom Plaine parla di « Tre vite di san Tugdual » che sono state studiate dallo storico Bernard Tanguy. La controversia agiografica porta all'equivalenza fra san Tugdual e san Tudy. Lo storico bretone avrebbe risolto questa controversia stabilendo la relazione: Pabu Tugdual alias Tudi.

### Localizzazione della tradizione
Secondo lo storico bretone Alberto il Grande, egli passò in Armorica all'inizio del VI secolo, sbarcò sulla penisola di Kermorvan presso Le Conquet. Un'altra versione della sua Vita lo fa sbarcare a Port d'Ac'h
 (probabilmente l'Aber Wrac'h), fondò un monastero a Lan Pabu, divenuto Trébabu, nel Léon, poi un eremitaggio a Saint-Pabu, sull'Aber-Benoît. Una terza versione della sua vita lo fa sbarcare nettamente più a sud della Cornovaglia, assimilandolo a san Tudy, discepolo di san Corentino e che visse per un certo tempo da eremita sull'isola di Groix. Il monastero di Locmaria-Quimper, che fu probabilmente all'origine della diocesi di Cornovaglia, sarebbe stato da lui fondato. Egli fondò anche il monastero di Landreger (Tréguier), ottenne l'aiuto di Albino di Angers e del re Chidelberto contro Conomor.
Suo cugino Deroch, re della Dumnonia, gli avrebbe offerto le terre per la sua futura città episcopale.

### I sette santi fondatori di Bretagna
In quanto fondatore della città vescovile di Tréguier, è considerato uno dei sette santi fondatori della Bretagna. La fama dei Sette Santi è all'origine del Tro-Breizh (Giro della Bretagna, in latino, circuitus Britanniae), effettuato per onorarli. È per questo che i pellegrini di questo giro gli rendono culto nella cattedrale di Tréguier.

### Dettagli agiografici
Tugdual (o Tudal o Tudwal o Tugal o Tutuarn o Tudual) era figlio del re Hoël I e di santa Pompea (o Koupaïa in bretone), e fratello del re Hoël II, di santa Sève e di san Leonorio, d'origine gallese, o più precisamente dell'Isola di Man.
La sua prima Vita gli assegna un ruolo politico poiché egli avrebbe chiesto ed ottenuto l'avallo di Childeberto I, re dei Franchi, per le terre donate dai principi, ma ciò può essere visto come parte di una polemica tra Francesi e Bretoni sull'anzianità della sovranità (imperium) dei primi.
Come che sia, egli fu elevato, suo malgrado, alla dignità di vescovo e il re Childeberto I gli assegnò la diocesi di Lexobie, antico nome di Lisieux. Qui egli subì delle persecuzioni che lo obbligarono a lasciare la sua sede episcopale e a partire per Roma.
La tradizione vuole che egli fosse giunto a Roma il giorno della morte di papa Vigilio, cioè il 7 luglio 555. Mentre pregava presso la basilica di san Pietro, una colomba gli si posò sulle spalle, mentre si svolgeva l'elezione del nuovo papa e lui fu scelto come successore di Vigilio. Un inno di Tréguier richiama questo avvenimento: «In Papam eligitur, nuta Deitatis, Tugdualus...» (È stato eletto papa per un segno di Dio, Tugdual...).
Ma la sua modestia e umiltà monastiche, benché fosse già stato vescovo, gli fecero rinunciare alla carica pontificia. Per questo episodio egli viene rappresentato con la tiara pontificia sulla testa e gli è stato assegnato il nome di Pabu, termine che nell'antico bretone significa "Papa" (in bretone moderno Pab).
San Tugdual tornò subito a Tréguier, sollecitato dagli abitanti della città, che ne chiedevano la benedizione poiché in sua assenza vi erano state dispute e calamità Egli tornò ed esercitò il suo episcopato in pace fino a tarda età, morendo il 30 novembre del 553 o del 559 o del 564.

## Culto

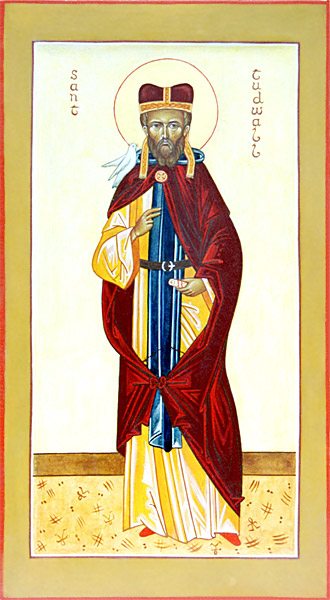
Icona di san Tugdual dipinta per l'Associazione ortodossa sant'Anna (Bretagna)

L'estensione del suo culto appare notevole, se si nota che egli è conosciuto sotto nomi e/o soprannomi diversi: Tudgual, Tudwal, Tuzval, Tudal, Tual, Tutuarn, Pabu e forse Tudy.
La denominazione pabu significa dunque in bretone antico "papa", o "padre" (provenendo esso stesso dal greco pappas, "padre"). Si ritrova quest'antica definizione per molti fra i santi irlandesi, fondatori di comunità in Islanda.
Lo storico bretone Alberto il Grande precisa che san Tugdual è chiamato in bretone Sant Pabu o Papu. Egli veniva anche chiamato Pabu (Cognomisu Pabu). Il motivo che se ne dà è sempre il fatto che egli sarebbe stato designato per essere papa.
Tradizione illustrata parimenti nella chiesa di Sant'Andrea di Tréguier, ove si vede che uno scudetto dell'arme di san Tugdual è marcato dalla tiara pontificia. In effetti esistono in Bretagna (Armorica) un gran numero di chiese e cappelle a lui dedicate sotto i nomi di Pabu, come Land-Pabu, Tré-Pabu, Loc-Pabu, Ker-Pabu, Mouster-Pabu, ecc.
Dopo Tugdual tutti i vescovi di Bretagna saranno chiamati con il termine pabu.

### In Bretagna
Tracce del culto di san Tugdual si ritrovano essenzialmente nell'ovest della Bretagna. Due regioni sono particolarmente coinvolte: 
- Il Trégor, ove Tugdual è dato come fondatore della diocesi di Tréguier (parte delle Côtes-d'Armor). 
  - La cattedrale di Tréguier, inizialmente dedicata a sant'Andrea, fu posta sotto il nome di san Tugdual nel XIII o nel XIV secolo e gli rimane dedicata anche se sant'Yvo è ormai più ricordato.
  - Cappelle esistenti, o esistite ove lo si onora sono a Bégard, Brélidy, Grand-Champ, Lababan, Gurunhuel, Loguivy-Plougras, Plestin, Plouaret, Plougasnou, Plougonver, Quemper-Guézennec.
  - Nella chiesa di Santa Melania di Morlaix, è rappresentato da un'antica statua in legno e anche nella chiesa di Sainte-Sève vi è una statua che lo ricorda.
- a sud-ovest della Cornovaglia si trovano tracce del suo culto a Cléden-Cap-Sizun, Douarnenez (isola Saint-Tutuarn o isola Tristan), l'Île-Tudy, Landudal, Loctudy, Pouldreuzic, Plouhinec, Quimper. Una cappella lo onora a Plonévez-du-Faou[12].
- Nel resto della Bretagna. Si ritrova il suo culto nei comuni il cui toponimo è legato al suo nome: Saint-Tugdual (Morbihan), Saint-Thual (Ille-et-Vilaine), Saint-Pabu (Finistère).
- Controversi i comuni in Tudy: Loctudy, o ancora le frazioni come Port-Tudy nell'isola di Groix, ..

### Altri luoghi in Francia
- A Laval (53), si trovava la collegiale San Tugdual di Laval. La parte maggiore del corpo di san Tugdual si trova da secoli a Laval. Si trova anche la fontana San Tugdual.
- Il capo di san Tugdual sarebbe rimasto a Chartres (28).
- Altre parti delle sue ossa furono ripartite fra la collegiale di Crépy-en-Valois (60) e la città di Château-Landon (77)[13].

### In Gran Bretagna
- Nel nord-ovest del Galles, si ritiene che una delle isole di Saint-Tudwal (Ynys Tudwal) abbia ospitato il suo primo eremitaggio
- Di fronte all'isola di Guernsey, nella piccola isola di Herm, un'antica cappella è dedicata a Saint-Tugual.